# Milli Tharana
Milli Tharana (paschtunisch ملي تـﺮانه Milli Tarāna „Nationalhymne“) war seit 2006 die Nationalhymne der Islamischen Republik Afghanistan.

## Geschichte
Nach dem Ende der Herrschaft der Taliban wurde für das „neue Afghanistan“ eine neue Nationalhymne erstellt, in der, gemäß einer Bestimmung der neuen afghanischen Verfassung, die Namen aller ethnischen Gruppen in Afghanistan sowie die Formel Allahu Akbar (Gott ist der Größte) enthalten sein mussten. Nach einem Wettbewerb wurde Milli Tharana im Mai 2006 zur offiziellen Nationalhymne erklärt. Faktisch wurde sie mit der Einnahme Kabuls durch die Taliban im August 2021 durch Dā də bātorāno kor ersetzt.

## Kritik
Die neue Nationalhymne wurde mehrfach kritisiert: Durch die paschtunische Sprache würden andere Nationalitäten an den Rand gedrängt, zudem nennt der Text immer noch nicht alle Volksgruppen im Land. Nach Meinung gläubiger Muslime sollte die Formel Allāhu Akbar nicht in einem Lied auftauchen.